# Джен Кіш
Джен Кіш (англ. Jen Kish, нар. 7 липня 1988) — канадська регбістка, бронзова призерка Олімпійських ігор 2016 року.

## Виступи на Олімпіадах
| Олімпіада           | Дисципліна | Місце |
| ------------------- | ---------- | ----- |
| Ріо-де-Жанейро 2016 | регбі-7    | 3     |

## Особисте життя
Відкрита лесбійка.